# Lotta greco-romana ai Giochi della VIII Olimpiade - Pesi medi
La competizione della categoria pesi medi (fino a 75 kg) di lotta greco-romana dei Giochi della VIII Olimpiade si è svolta dal 6 al 10 luglio 1924 al Vélodrome d'hiver a Parigi.

## Formato
Torneo con eliminazione alla seconda sconfitta. 

## Risultati
| Legenda                               | Legenda |
| ------------------------------------- | ------- |
| Lottatore senza sconfitte             |         |
| Lottatore con una sconfitta           |         |
| Lottatore con due sconfitte Eliminato |         |

### Primo turno
Si è disputato nei giorni 6 e 7 luglio.
| Atleta                 |       | Atleta            | Ris.      |
| ---------------------- | ----- | ----------------- | --------- |
| Viktor Fischer         | batte | Giuseppe Gorletti | Schienato |
| Paul Jahren            | batte | Andrea Gargano    | Schienato |
| Sándor Kónyi           | batte | Oldřich Pštros    | Schienato |
| Émile Clody            | batte | J. Grandjean      | Schienato |
| Tayyar Yalaz           | batte | Emilio Vidal      | Schienato |
| Arthur Lindfors        | batte | Adolphe Dumont    | Schienato |
| Wacław Okulicz-Kozaryn | batte | Louis Veuve       | Schienato |
| Nikola Grbić           | batte | Harry Nilsson     | Ai punti  |
| Kārlis Vilciņš         | batte | Wilhelmus Doll    | Ai punti  |
| Robert Christoffersen  | batte | Jean Dumont       | Schienato |
| Edvard Westerlund      | batte | Dürü Sade         | Schienato |
| Jan Reinderman         | batte | J. Domas          | Ai punti  |
| Roman Steinberg        | batte | Ferenc Györgyei   | Ai punti  |
| František Pražský      |       | Riposo            |           |

### Secondo turno
Si è disputato il giorno 7 luglio.
| Atleta                |       | Atleta                 | Ris.        |
| --------------------- | ----- | ---------------------- | ----------- |
| Giuseppe Gorletti     | batte | František Pražský      | Schienato   |
| Viktor Fischer        | batte | Andrea Gargano         | Schienato   |
| Sándor Kónyi          | batte | Paul Jahren            | Schienato   |
| Oldřich Pštros        | batte | J. Grandjean           | Per forfait |
| Tayyar Yalaz          | batte | Émile Clody            | Schienato   |
| Eladio Vidal          | batte | Adolphe Dumont         | Per forfait |
| Arthur Lindfors       | batte | Wacław Okulicz-Kozaryn | Schienato   |
| Nikola Grbić          | batte | Louis Veuve            | Schienato   |
| Harry Nilsson         | batte | Wilhelmus Doll         | Ai punti    |
| Robert Christoffersen | batte | Kārlis Vilciņš         | Schienato   |
| Edvard Westerlund     | batte | Jean Dumont            | Ai punti    |
| Jan Reinderman        | batte | Dürü Sade              | Ai punti    |
| J. Domas              | batte | Ferenc Györgyei        | Ai punti    |
| Roman Steinberg       |       | Riposo                 |             |

### Terzo turno
Si è disputato il giorno 8 luglio.
| Atleta                 |       | Atleta                | Ris.      |
| ---------------------- | ----- | --------------------- | --------- |
| Roman Steinberg        | batte | František Pražský     | Schienato |
| Giuseppe Gorletti      | batte | Paul Jahren           | Ai punti  |
| Viktor Fischer         | batte | Sándor Kónyi          | Ai punti  |
| Oldřich Pštros         | batte | Émile Clody           | Ai punti  |
| Arthur Lindfors        | batte | Tayyar Yalaz          | Ai punti  |
| Wacław Okulicz-Kozaryn | batte | Eladio Vidal          | Schienato |
| Nikola Grbić           | batte | Kārlis Vilciņš        | Ai punti  |
| Harry Nilsson          | batte | Robert Christoffersen | Ai punti  |
| Edvard Westerlund      | batte | Jan Reinderman        | Ai punti  |
| J. Domas               |       | Riposo                |           |

### Quarto turno
Si è disputato nei giorni 8 e 9 luglio.
| Atleta                 |       | Atleta         | Ris.        |
| ---------------------- | ----- | -------------- | ----------- |
| Roman Steinberg        | batte | J. Domas       | Ai punti    |
| Giuseppe Gorletti      | batte | Sándor Kónyi   | Ai punti    |
| Viktor Fischer         | batte | Oldřich Pštros | Ai punti    |
| Wacław Okulicz-Kozaryn | batte | Tayyar Yalaz   | Per forfait |
| Arthur Lindfors        | batte | Nikola Grbić   | Ai punti    |
| Edvard Westerlund      | batte | Harry Nilsson  | Ai punti    |
| Robert Christoffersen  | batte | Jan Reinderman | Ai punti    |

### Quinto turno
Si è disputato nei giorni 9 e 10 luglio.
| Atleta            |       | Atleta                 | Ris.      |
| ----------------- | ----- | ---------------------- | --------- |
| Giuseppe Gorletti | batte | Roman Steinberg        | Ai punti  |
| Arthur Lindfors   | batte | Viktor Fischer         | Ai punti  |
| Nikola Grbić      | batte | Wacław Okulicz-Kozaryn | Schienato |
| Edvard Westerlund | batte | Robert Christoffersen  | Ai punti  |

### Sesto turno
Si è disputato il giorno 10 luglio.
| Atleta            |       | Atleta            | Ris.     |
| ----------------- | ----- | ----------------- | -------- |
| Edvard Westerlund | batte | Nikola Grbić      | Ai punti |
| Arthur Lindfors   | batte | Giuseppe Gorletti | Ai punti |
| Roman Steinberg   | batte | Viktor Fischer    | Ai punti |

### Settimo turno
Si è disputato il giorno 10 luglio.
| Atleta            |       | Atleta          | Ris.     |
| ----------------- | ----- | --------------- | -------- |
| Edvard Westerlund | batte | Arthur Lindfors | Ai punti |

## Classifica finale
| Pos.    | Atleta                 | Nazione        | Vittorie | Sconfitte |
| ------- | ---------------------- | -------------- | -------- | --------- |
| Oro     | Edvard Westerlund      | Finlandia      | 7        | 0         |
| Argento | Arthur Lindfors        | Finlandia      | 6        | 1         |
| Bronzo  | Roman Steinberg        | Estonia        | 4        | 1         |
| 4       | Giuseppe Gorletti      | Italia         | 4        | 2         |
| 5       | Viktor Fischer         | Austria        | 4        | 2         |
| 5       | Nikola Grbić           | Jugoslavia     | 4        | 2         |
| 7       | Wacław Okulicz-Kozaryn | Polonia        | 3        | 2         |
| 7       | Robert Christoffersen  | Danimarca      | 3        | 2         |
| 9       | Sándor Kónyi           | Ungheria       | 2        | 2         |
| 9       | Oldřich Pštros         | Cecoslovacchia | 2        | 2         |
| 9       | Tayyar Yalaz           | Turchia        | 2        | 2         |
| 9       | Harry Nilsson          | Svezia         | 2        | 2         |
| 9       | Jan Reinderman         | Paesi Bassi    | 2        | 2         |
| 9       | J. Domas               | Francia        | 2        | 2         |
| 15      | Paul Jahren            | Norvegia       | 1        | 2         |
| 15      | Émile Clody            | Francia        | 1        | 2         |
| 15      | Eladio Vidal           | Spagna         | 1        | 2         |
| 15      | Kārlis Vilciņš         | Lettonia       | 1        | 2         |
| 15      | František Pražský      | Cecoslovacchia | 1        | 2         |
| 20      | Andrea Gargano         | Italia         | 0        | 2         |
| 20      | J. Grandjean           | Svizzera       | 0        | 2         |
| 20      | Adolphe Dumont         | Lussemburgo    | 0        | 2         |
| 20      | Louis Veuve            | Svizzera       | 0        | 2         |
| 20      | Wilhelmus Doll         | Paesi Bassi    | 0        | 2         |
| 20      | Jean Dumont            | Belgio         | 0        | 2         |
| 20      | Dürü Sade              | Turchia        | 0        | 2         |
| 20      | Ferenc Györgyei        | Ungheria       | 0        | 2         |